# براندون آدامس
براندون آدامس (انگلیسی: Brandon Adams؛ زادهٔ ۲۲ اوت ۱۹۷۹) یک هنرپیشه اهل ایالات متحده آمریکا است.
وی از سال ۱۹۸۸ میلادی تاکنون مشغول فعالیت بازیگری بوده‌است.

## فیلم‌شناسی
از فیلم‌ها یا برنامه‌های تلویزیونی که وی در آن نقش داشته‌است می‌توان به مون‌واکر اشاره کرد.